# Камассия квамаш
Камассия квамаш, или Камассия съедобная (лат. Camassia quamash) — луковичное травянистое многолетнее растение, вид рода Камассия (Camassia) подсемейства Агавовые (Agavoideae).

## Ботаническое описание
Луковица шаровидная или широкояйцевидная, 1—5 см в диаметре.
Листья приземистые[уточнить], линейные, с нижней стороны более светлые, 15—60 см длиной и 0,4—2 см шириной.
Соцветие кистевидное, содержащее 15—25 цветков, иногда до 35. Цветоножки 0,5—1,5 см, иногда до 3 см длиной. Прицветники обычно равны или длиннее цветоножек. Цветки обычно зигоморфные, иногда актиноморфные, сине-фиолетовые, голубые или белые до 5 см диаметром.
Плод — продолговато-яйцевидная коробочка длиной 0,8—2,5 см, плотно прижата к оси кисти; в гнезде пять—десять семян. Семена чёрные, 0,2—0,4 см длиной.
Набор хромосом 2n = 30.

## Распространение и экология
Произрастает на горных лугах таёжной зоны запада Северной Америки. Ареал вида с севера на юг: от провинций Британская Колумбия и Альберта в Канаде до штата Калифорния в США, на востоке ареал доходит до штатов Монтана, Вайоминг и Юта.

## Хозяйственное значение и применение
Луковица съедобная.

## Систематика

### Подвиды
В пределах вида выделяют около 8 подвидов.
- Camassia quamash subsp. azurea (A.Heller) Gould — штат Вашингтон.
- Camassia quamash subsp. breviflora Gould — штаты Вашингтон, Орегон, Калифорния и Невада.
- Camassia quamash subsp. intermedia Gould — штат Орегон.
- Camassia quamash subsp. linearis Gould — штат Калифорния.
- Camassia quamash subsp. maxima Gould — штаты Вашингтон, Орегон и провинция Британская Колумбия в Канаде
- Camassia quamash subsp. quamash — штаты Вашингтон, Орегон, Айдахо, Монтана, Вайоминг, и провинций Британская Колумбия и Альберта.
- Camassia quamash subsp. utahensis Gould — штаты Айдахо, Монтана, Вайоминг и Юта.
- Camassia quamash subsp. walpolei (Piper) Gould — штат Орегон.

### Синонимы
По информации базы данных The Plant List (2013), в синонимику вида входят следующие названия
- Anthericum esculentum (Nutt.) Spreng.
- Anthericum quamash (Pursh) Steud., (1821
- Camassia esculenta (Nutt.) Lindl.
- Camassia leichtlinii var. watsonii M.E.Jones
- Camassia quamash f. albiflora A.Henry
- Camassia quamash f. pallida H.St.John
- Camassia quamash subsp. quamash
- Camassia quamash var. quamash
- Camassia quamash f. quamash
- Camassia quamash subsp. teapeae (H.St.John) H.St.John
- Camassia teapeae H.St.John
- Cyanotris angustifolia Raf.
- Phalangium esculentum Nutt.
- Phalangium quamash Pursh, (1813)
- Quamasia esculenta (Nutt.) Raf.
- Quamasia quamash (Pursh) Coville, (1897)[8]
- Sitocodium esculentum (Nutt.) Salisb.

Камассия квамаш является синонимом Camassia esculenta  (Nutt.) Lindl., (1832). Но не является синонимом для Camassia esculenta  (Ker Gawl.) B.L.Rob., (1908), которая является синонимом Camassia scilloides (Raf.) Cory — Камассия пролесковая.